# Rosa 'Condesa de Sástago'
Condesa de Sástago (el nombre de la obtención registrada 'Condesa de Sástago') es un cultivar de rosa trepador que fue conseguido en España en 1930 por el rosalista catalán P. Dot.

## Descripción
'Condesa de Sástago' es una rosa moderna de jardín cultivar del grupo Híbrido de té-Pernetiana (en honor de Pernet-Ducher).
El cultivar procede del cruce de Semillas: 'Souvenir de Claudius Pernet' x 'Maréchal Foch' y Polen: 'Margaret McGredy'. Las formas arbustivas del cultivar tienen porte trepador y alcanza de 120 a 200 cm de alto con más de 90 cm de ancho. Las hojas son de color verde claro y brillante.
Sus delicadas flores de color rojo anaranjado, el sombreado de color amarillo dorado, reverso de color amarillo dorado, con gradaciones a rosa, de fragancia moderada a especias. Grandes, semi-dobles con 50 a 55 pétalos muy grandes y muy completos. En pequeños grupos, forma flor en forma de copa.
Primavera o verano son las épocas de máxima floración, si se le hacen podas más tarde tiene después floraciones dispersas.
Condesa de Sástago fue una de las primeras rosas bicolores. Una rosa coral de profundidad en el interior de los pétalos y de color amarillo dorado en el reverso. Bajo la presidencia de Harry S. Truman fue una de las elegidas para formar parte del renovado Jardín de rosas de la Casa Blanca.

## Origen
El cultivar fue desarrollado en España por el prolífico rosalista catalán P. Dot en 1930. 'Condesa de Sástago' es una rosa híbrida tetraploide con ascendentes parentales de Semillas: 'Souvenir de Claudius Pernet' x 'Maréchal Foch' y Polen: 'Margaret McGredy'.
La obtención fue registrada bajo el nombre cultivar de 'Condesa de Sástago' por P. Dot en 1930 y se le dio el nombre comercial de 'Condesa de Sástago'.
La rosa fue introducida en Estados Unidos por "Conard-Pyle (Star Roses)" en 1930 como 'Condesa de Sástago'.
'Condesa de Sástago' fue una de las primeras rosas bicolor. Con un rosa coral profundo en el interior de los pétalos y amarillo dorado en el reverso.

## Premios y galardones
Ostenta el premio de la Medalla de Oro de Roma de 1933.

## Cultivo
Aunque las plantas están generalmente libres de enfermedades, es posible que sufran de punto negro en climas más húmedos o en situaciones donde la circulación de aire es limitada.
Las plantas toleran la sombra, a pesar de que se desarrollan mejor a pleno sol. En América del Norte son capaces de ser cultivadas en USDA Hardiness Zones 7b a 10b. La resistencia y la popularidad de la variedad han visto generalizado su uso en cultivos en todo el mundo.
Puede ser utilizado para las flores cortadas o jardín. Vigorosa. En la poda de Primavera es conveniente retirar las cañas viejas y madera muerta o enferma y recortar cañas que se cruzan. En climas más cálidos, recortar las cañas que quedan en alrededor de un tercio. En las zonas más frías, probablemente hay que podar un poco más que eso. Requiere protección contra la congelación de las heladas invernales.

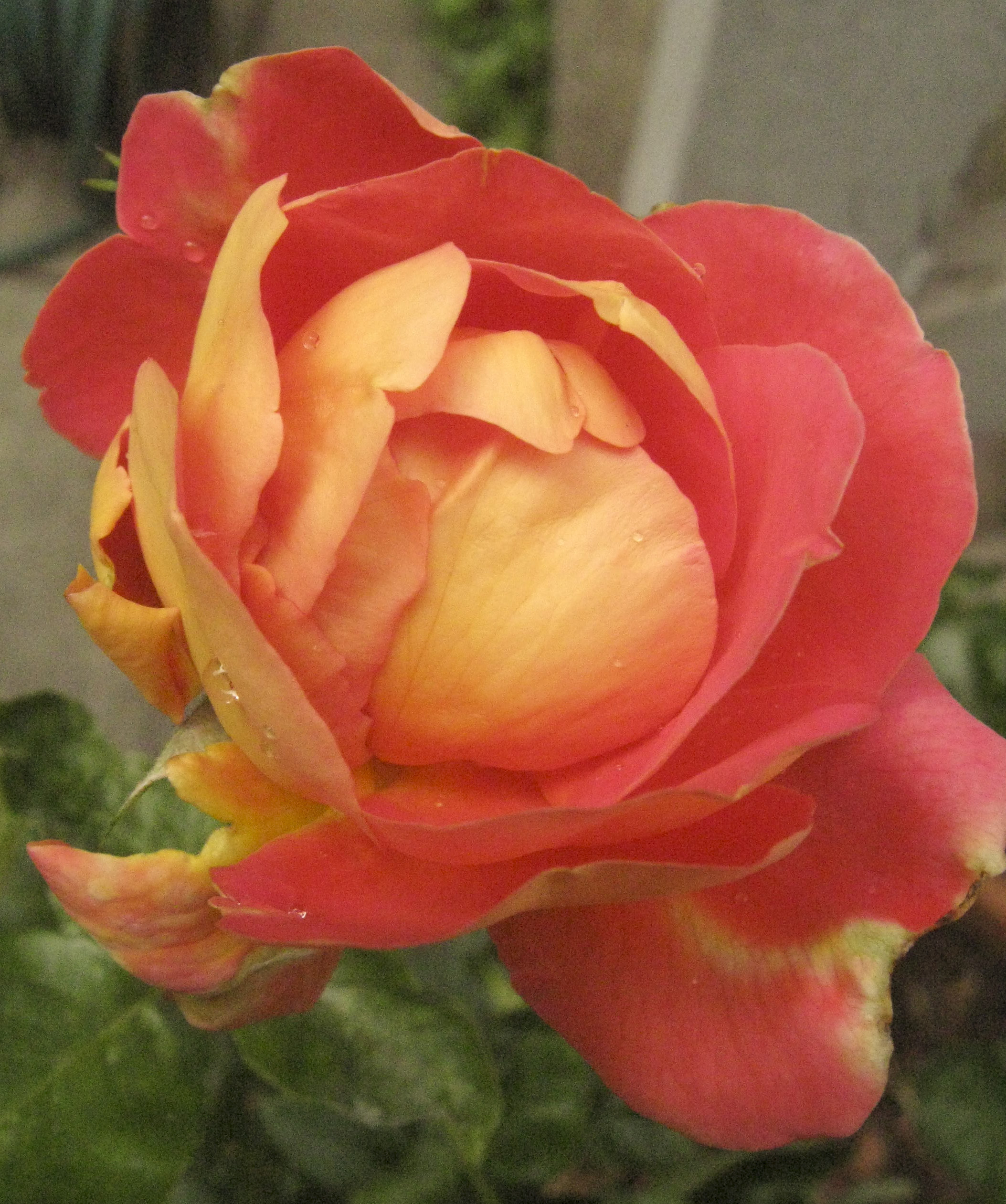
Rosa 'Condesa de Sástago' (P. Dot, 1930).
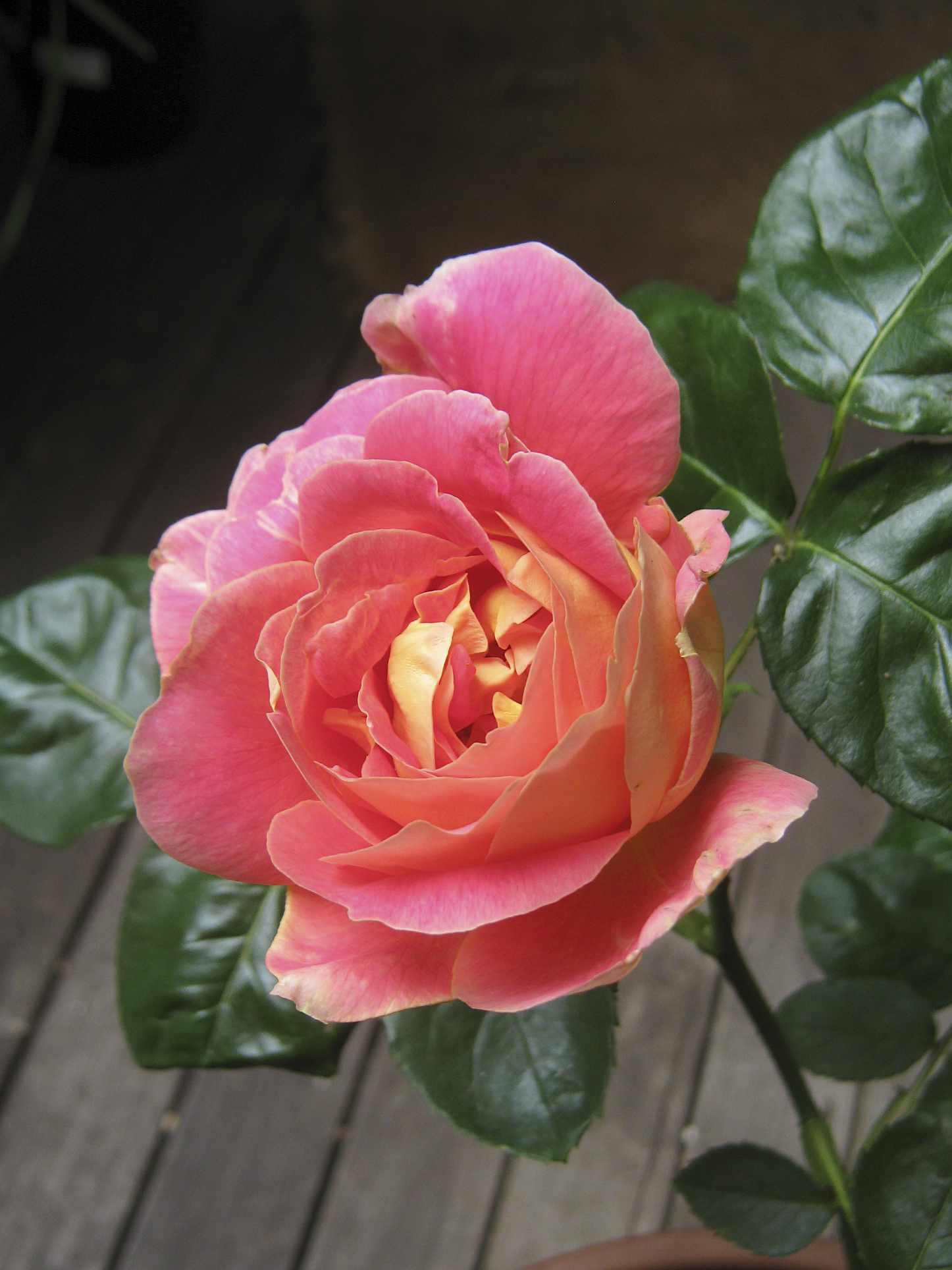
Rosa 'Condesa de Sástago' (P. Dot, 1930), en St Kilda, Victoria Australia.
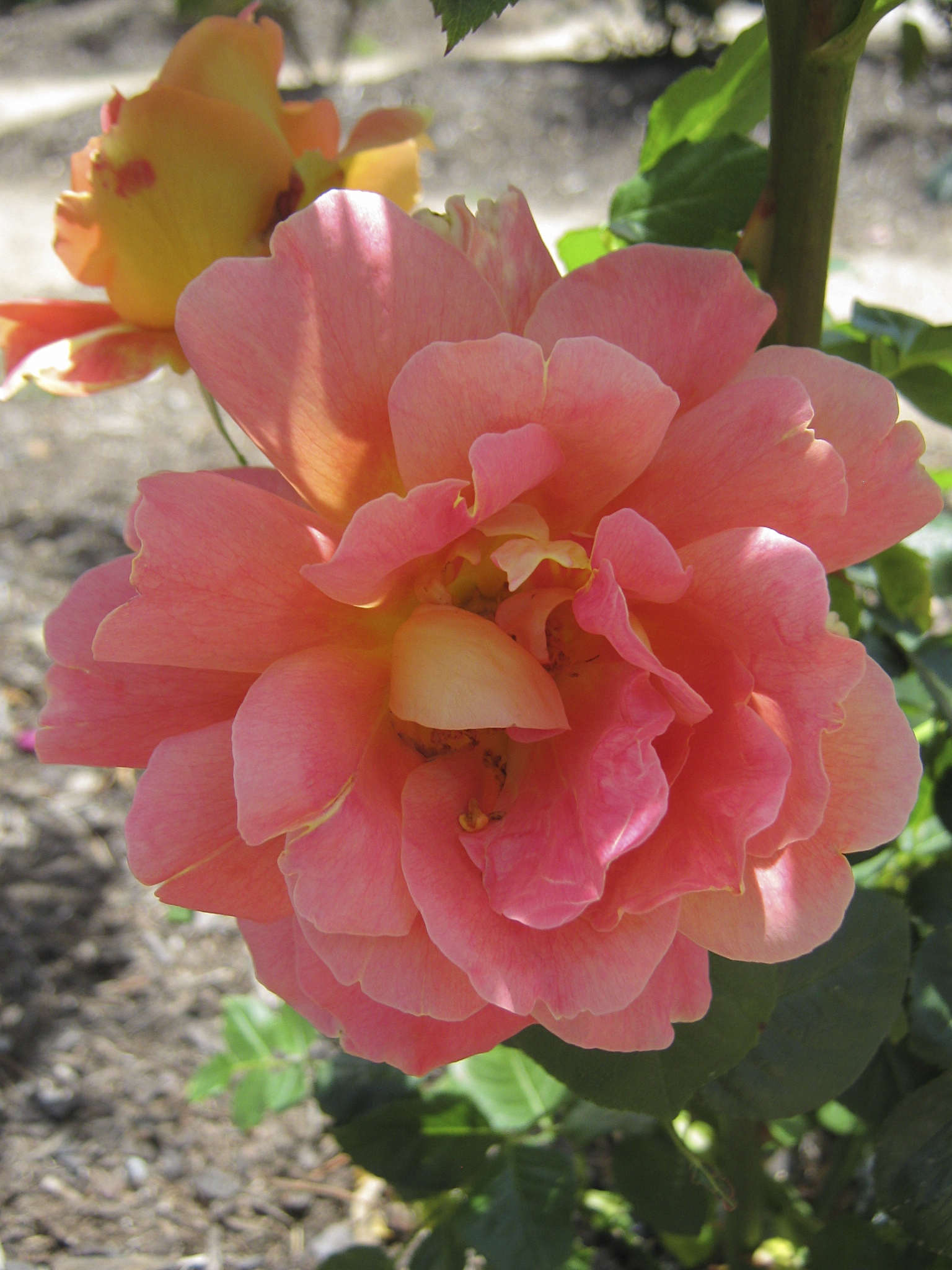
Rosa 'Condesa de Sástago' (Pedro Dot, 1930), en  Nieuwesteeg Heritage Rose Garden, Maddingley Park, Bacchus Marsh, Victoria Australia.
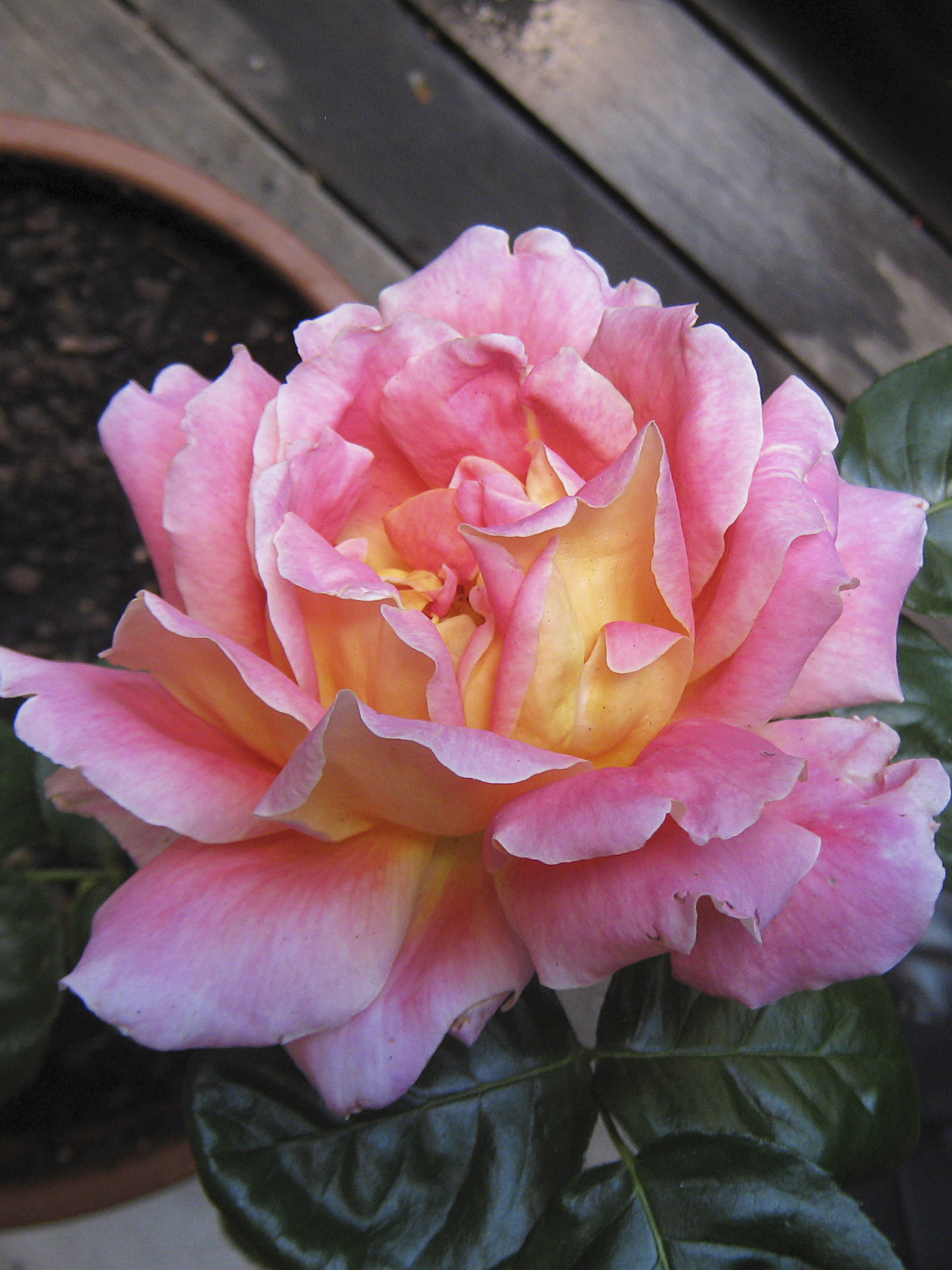
Rosa 'Condesa de Sástago' (Pedro Dot, 1930).